# On an Island (skladba)
„On an Island“ je čtvrtý singl britského kytaristy a zpěváka Davida Gilmoura, který je známý především jako člen art rockové skupiny Pink Floyd. Singl vyšel zároveň s albem On an Island na Gilmourovy 60. narozeniny v březnu 2006.
Na singlu „On an Island“, který byl vydán na CD, se nachází stejnojmenná píseň ve dvou verzích. První varianta je zkrácená, neboť je určena například pro rádia. Druhá verze je v plné délce, podobně jako na albu On an Island.
Skladbu „On an Island“, stejně jako celé album, nahrál Gilmour s pomocí dalších hudebníků. V případě této skladby se jednalo o Davida Crosbyho a Grahama Nashe (vokály), Guye Pratta (baskytara), Ricka Wrighta (Hammondovy varhany), Boba Kloseho (kytara), Andyho Newmarka (bicí) a Zbigniewa Preisnera (orchestrální aranžmá).

## Seznam skladeb
1. „On an Island (Edit)“ (Gilmour/Samson) – 4:42
2. „On an Island (Album Version)“ (Gilmour/Samson) – 6:49